# Oospila procellosa
Oospila procellosa är en fjärilsart som beskrevs av W. Warren 1907. Oospila procellosa ingår i släktet Oospila och familjen mätare. Inga underarter finns listade i Catalogue of Life.